# Алессандро Калиостро
Алесса́ндро Калио́стро, граф Калиостро (итал. Alessandro Cagliostro, conte di Cagliostro), настоящее имя — Джузе́ппе Джова́нни Бати́ста Винче́нцо Пье́тро Анто́нио Матте́о Фра́нко Ба́льсамо (итал. Giuseppe Giovanni Battista Vincenzo Pietro Antonio Matteo Franco Balsamo; 2 июня 1743, Палермо — 26 августа 1795, замок Сан-Лео, Эмилия-Романья, Римини, Италия) — итальянский мистик, алхимик и авантюрист, называвший себя разными именами. Во Франции также был известен как Жозе́ф Бальзамо́ (фр. Joseph Balsamo).

## Молодость
Джузеппе Бальсамо (Калиостро) родился предположительно 2 июня 1743 года (по другим данным — 8 июня) в семье мелкого торговца сукном Пьетро Бальсамо и Феличиты́ Бракконьери. В детстве будущий мистик был непоседлив и склонен к авантюрам, больше интересовался фокусами и чревовещанием, чем науками. Из школы при церкви святого Рокка его выгнали за богохульство (по другим данным: за кражу). Для перевоспитания мать отправила его в бенедиктинский монастырь в городе Кальтаджироне. Один из монахов — аптекарь, сведущий в химии и медицине, — заметив склонность юного Джузеппе к химическим исследованиям, взял его к себе в ученики. Но обучение длилось недолго — Джузеппе Бальсамо уличили в мошенничестве и изгнали из монастыря. Впрочем, сам он утверждал, что долго изучал в монастырской библиотеке древние книги по химии, лекарственным травам и астрономии. Вернувшись в Палермо, Джузеппе занялся изготовлением «чудодейственных» снадобий, подделкой документов и продажей простакам якобы старинных карт с указанными на них местами, где спрятаны клады. После нескольких таких историй ему пришлось покинуть родные края и отправиться в Мессину. По одной из версий, именно там Джузеппе Бальсамо превратился в графа Калиостро. После смерти его тетки из Мессины — Винченцы Калиостро, — Джузеппе взял её благозвучное фамильное имя, а заодно наградил себя и графским титулом.
В Мессине Калиостро познакомился с алхимиком Альтотасом, с которым затем путешествовал в Египет и на Мальту. После возвращения в Италию жил в Неаполе и Риме, где женился на красавице Лоренце Серафине Феличани (1751—1794). По данным позднейшего расследования инквизиции, Лоренца обладала стройным станом, белой кожей, черными волосами, круглым лицом, блестящими глазами и была очень красива. Калиостро был принужден бежать вместе с женой из Рима после одной из проделок своего друга, называвшего себя маркизом де Альята и промышлявшего подделкой документов. После короткой остановки в Бергамо они попались полиции, но Альята сбежал вместе с деньгами. Из Бергамо супругов выдворили, и они ушли пешком в Барселону. Дела шли плохо, и Калиостро развратил жену, фактически торгуя ею. Из Барселоны они перебрались в Мадрид, а затем в Лиссабон, где повстречались с некоей англичанкой, натолкнувшей Калиостро на мысль о поездке в Англию.
В Париже, куда Калиостро перебрался из Лондона, он столкнулся с конкурентом — графом Сен-Жерменом. Калиостро позаимствовал у него несколько приемов, один из них — заставлять своих слуг говорить любопытным, что они служат своему господину уже триста лет, и за это время тот ничуть не изменился. По другим данным, дворецкий отвечал, что поступил на службу к графу в год убийства Гая Юлия Цезаря.
Сохранилась копия записки Калиостро, снятая в Ватикане. В ней даётся описание процесса «регенерации», или возвращения молодости: 
«…приняв две крупицы этого снадобья, человек теряет сознание и дар речи на целых три дня, в течение которых он часто испытывает судороги, конвульсии и на теле его выступает испарина. Очнувшись от этого состояния, в котором он, впрочем, не испытывает ни малейшей боли, на тридцать шестой день он принимает третью и последнюю крупицу, после чего впадает в глубокий и спокойный сон. Во время сна с него слезает кожа» (!), «выпадают зубы и волосы. Все они вырастают снова в течение нескольких часов. Утром сорокового дня пациент покидает помещение, став новым человеком…».
По утверждению самого Джузеппе, он вскоре отправился изучать тайные науки в великих храмах Востока. Среди прочего, он утверждал, что познал секрет философского камня и рецепт эликсира бессмертия.

## B Англии
В Англии дела Калиостро тоже шли посредственно. Наделав долгов и не сумев расплатиться услугами жены, Калиостро оказался в долговой тюрьме, откуда его выкупила Лоренца, растрогав сострадательного англичанина-католика. После этого супруги немедленно уехали во Францию, откуда переехали опять в Италию, а затем, выманив значительные средства у шапочного знакомого, в Испанию, где, опять смошенничав, бежали снова в Англию.
И вот в 1777 году в Лондон прибыл великий «маг», астролог и целитель граф Алессандро Калиостро. Именно во второй его приезд в эту страну Калиостро начинает представляться не просто алхимиком, а великим человеком. Слухи о его чудесных способностях быстро распространились по городу. Говорили, что Калиостро легко вызывает души умерших, превращает свинец в золото, читает мысли.
До сих пор в Англии он был никому не известен. Никто не знал, откуда он появился и чем занимался прежде, первый приезд никому не запомнился. Калиостро стал распространять о себе в обществе удивительные и невероятные слухи: рассказывал о том, как побывал внутри египетских пирамид и встретился с тысячелетними бессмертными мудрецами, хранителями тайн самого бога алхимии и тайного знания Гермеса Трисмегиста. Английские масоны даже утверждали: к ним прибыл «Великий Копт», адепт древнего египетского Устава, посвященный в мистические тайны древних египтян и халдеев. Начиная именно с Англии, к Калиостро приходит известность, в немалой степени вызванная солидными тратами на саморекламу. По данным инквизиции, деньги поступали из масонских лож, поскольку Калиостро в Англии поступил в масоны и даже организовал так называемое Египетское масонство, а точнее новое учение в масонстве. Масоны же охотно платили за распространение своих идей знаменитым «магом».
Умело дозируя информацию, как бы невзначай проговариваясь, он рассказывал зачарованным слушателям невероятные вещи: будто он родился 2236 лет назад, в год, когда произошло извержение Везувия, и сила вулкана частично перешла к нему. Также он заявлял, что множество веков путешествует по миру и был знаком с великими правителями древних веков, познал тайну создания философского камня и создал эссенцию вечной жизни.
Во время своего пребывания в Лондоне таинственный иностранец был занят двумя важными делами: изготовлением драгоценных камней и угадыванием выигрышных номеров лотерей. Оба занятия приносили приличный доход. Вскоре выяснилось, что большая часть угаданных номеров — пустышки. Обманутые лондонцы стали преследовать мага, и он даже попал в тюрьму, но в связи с недоказанностью преступлений выпущен.

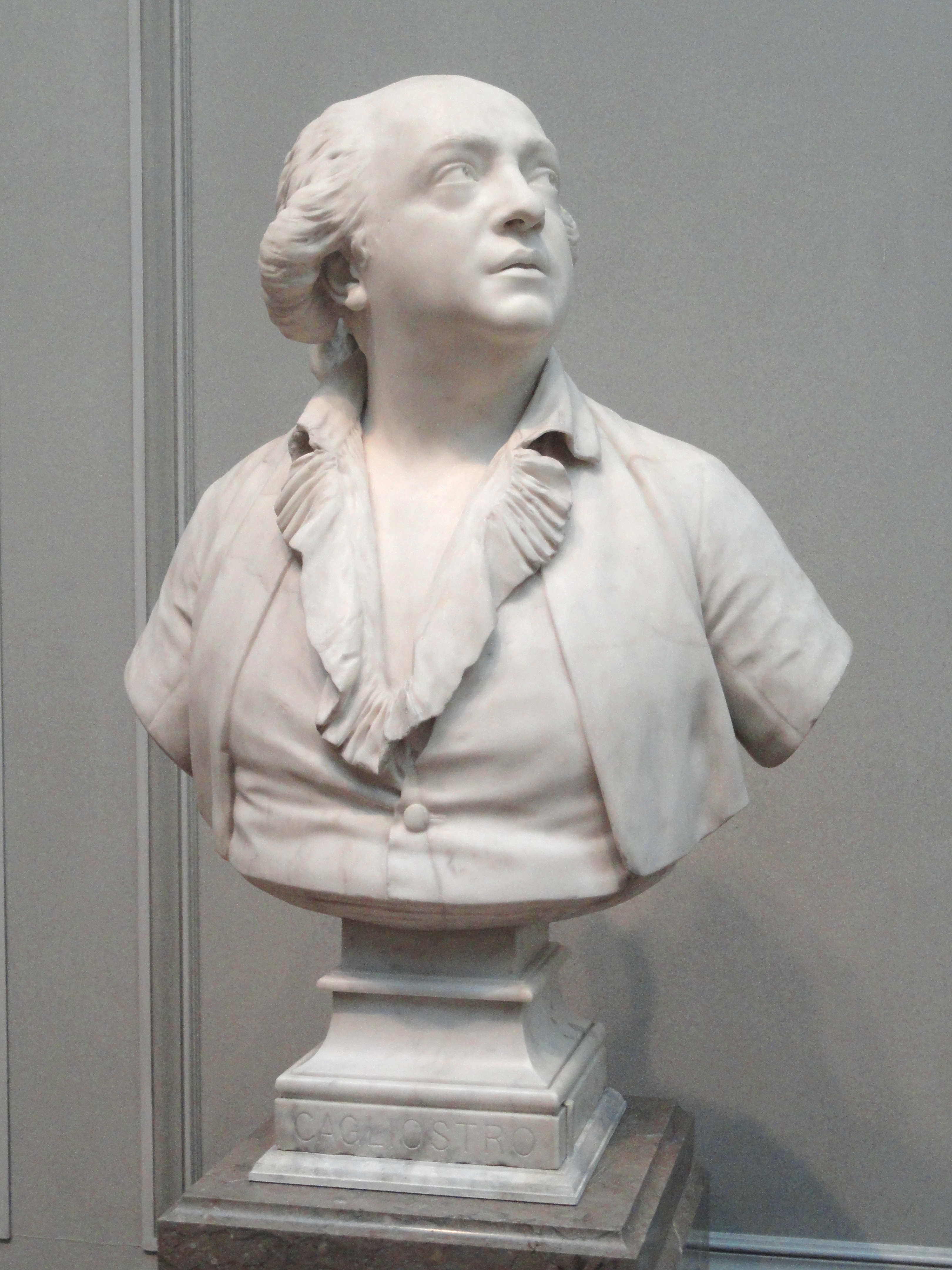
Ж. Гудон. Бюст Алессандро Калиостро

Внешне невзрачный, граф обладал поистине магнетической властью и притягательностью для женщин. По описаниям лондонцев, граф Калиостро был «смуглолицым, широким в плечах человеком средних лет и невысокого роста. Говорил он на трёх или четырёх языках, притом на всех, без исключения, с иностранным акцентом. Держался таинственно и напыщенно. Щеголял перстнями, украшенными редкими драгоценными камнями. Называл их „безделицами“ и давал понять, что они — собственного производства».
Из Лондона Калиостро направился в Гаагу и Вену, а оттуда в Голштинию, Курляндию и, наконец, Петербург.
О его пребывании при курляндском дворе разоблачительную книгу напечатала свидетельница его манипуляций, сестра герцогини и писательница Элиза фон дер Рекке — «Описание пребывания в Митаве известного Калиостра на 1779 год и произведенных им там магических действий, собранное Шарлоттою-Елизаветою фон дер Рекке, урожденной графинею Медемской» (в Санкт-Петербурге напечатано с дозволения Управления благочиния у Шпорра, 1787 год).

## В России
В 1779 году Калиостро под именем графа Феникса прибыл в Петербург, но здесь должен был ограничиться ролью безвозмездного (большей частью) лекаря и близко сошёлся только с Елагиным и князем Потёмкиным. Во многом это обуславливалось скептическим отношением к мистике в среде дворян. В некоторых источниках говорится о владении Калиостро набиравшим тогда силу учением о животном магнетизме, то есть предшественником гипноза. Это предположение не лишено оснований, тем более, что свои «магические» сеансы Калиостро проводил, как правило, с детьми, которых отбирал сам, по-видимому, по уровню внушаемости. Императрица Екатерина Алексеевна весьма благосклонно относилась к Калиостро и его очаровательной супруге. Не прибегая сама к его услугам, она рекомендовала придворным общаться с графом для «пользы во всяком отношении». В Санкт-Петербурге Калиостро «изгнал дьявола» из юродивого Василия Желугина, вернул к жизни новорождённого сына князя Гагарина, предложил Потёмкину утроить его золотую наличность с тем условием, что одну треть золота возьмёт себе. Григорий Александрович, будучи богатейшим человеком Европы, согласился на это исключительно для развлечения. Две недели спустя золото было взвешено и подвергнуто анализу. Что сделал Калиостро — осталось неизвестным, но золотых монет действительно стало больше ровно в три раза.
Впоследствии мать новорожденного заподозрила подмену младенца, а императрице не понравилось тесное общение Потёмкина с Лоренцой (которой он подарил довольно значительное количество драгоценностей). Супруги Калиостро попали в опалу — им посоветовали «елико возможно поспешно» удалиться за пределы Российской империи. Всего маг провел в Петербурге 9 месяцев. Позже на сцене театра в Эрмитаже была поставлена комедия «Обманщик», сочинённая лично императрицей. Десятки аристократов, убедившихся в незаурядных способностях Калиостро, были вынуждены принять мнение императрицы в качестве истины в последней инстанции. В своей пьесе государыня вывела Калиостро под труднопроизносимым именем Калифалкжерстон (премьера спектакля состоялась в Эрмитажном театре 4 января 1786 года).
Через Варшаву и Страсбург Калиостро проехал в Париж, где пользовался славой великого мага. Во Франции он прожил несколько лет. Скомпрометированный известной историей с ожерельем королевы, он переселился в Лондон, где издал знаменитое «Письмо к французскому народу», предсказавшее скорую революцию, однако, когда на него обрушился с критикой и разоблачениями его авантюрной жизни, журналист Моранд, вскоре бежал и оттуда сначала в Голландию, а затем в Германию и Швейцарию.

## В Италии

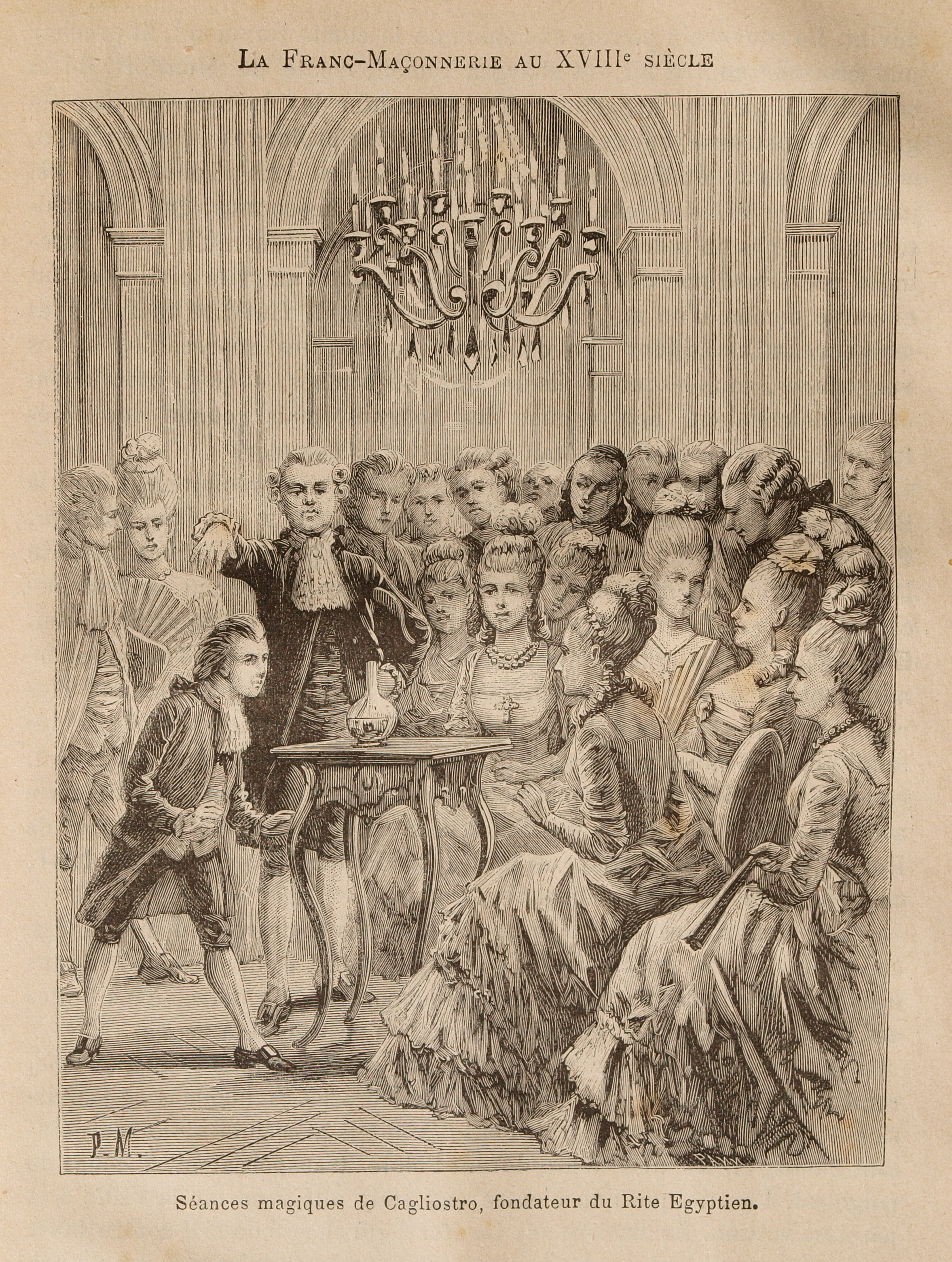
Калиостро

Калиостро вернулся из странствий по Европе в Италию в 1789 г. и обосновался в Риме. Но пока его там не было, ситуация в корне изменилась. Великая Французская революция, которую многие связывали с масонским влиянием, очень напугала духовенство. И священнослужители стали спешно покидать масонские ложи. Но даже до того, по эдиктам папы Климента XII от 14 января 1739 года и папы Бенедикта XIV от 18 мая 1751 года, вовлечение в масонство уже каралось смертью. В сентябре 1789 года, вскоре после приезда, Калиостро был арестован по обвинению во франкмасонстве, преданный одним из трёх его новых последователей. Начался долгий судебный процесс. На основании бумаг самого графа инквизиция обвинила Калиостро в чернокнижничестве и мошенничестве. Большую роль в разоблачениях Калиостро сыграла Лоренца, которая дала показания против мужа. Но это ей не помогло — она была приговорена к пожизненному заключению в монастыре, где вскоре умерла.
Сам же граф Калиостро был приговорен к публичному сожжению, но папа Пий VI смертную казнь заменил пожизненным заключением. 7 апреля 1791 г. в церкви Санта-Мария состоялся торжественный ритуал покаяния. Калиостро, босой, в простой рубахе, стоя на коленях со свечой в руках, молил Бога о прощении, а в это время на площади перед церковью палач сжигал все его магические книги и волшебный инвентарь. Затем маг был препровожден в замок Сан-Лео в горах Эмилии-Романьи. Для предотвращения возможного побега Калиостро был помещён в камеру, входом в которую было отверстие в потолке. В этих мрачных стенах он провёл четыре года. Великий заклинатель духов, авантюрист и алхимик Джузеппе Бальзамо, известный как Алессандро Калиостро, умер 26 августа 1795 г.: по свидетельству одних — от эпилепсии, других — от яда, подсыпанного ему тюремщиками.

## Сочинения
Перу Калиостро принадлежат:
- Maçonnerie Egyptienne (1780, см. Египетский устав Мицраима)
- Mémoire pour le comte de Cagliostro accusé contre Mr. le Procureur-Général accusateur (1786)
- Lettre du comte de Cagliostro au peuple anglais (1786)

## В искусстве
- Историко-приключенческий цикл Александра Дюма-отца из четырёх романов под общим названием «Записки врача», в который входят «Жозеф Бальзамо», «Ожерелье королевы», «Анж Питу», «Графиня де Шарни» и примыкающие к ним роман «Шевалье де Мезон-Руж», пьесы «Шевалье де Мезон-Руж» и «Жозеф Бальзамо», посвящённые Великой французской революции. Александр Дюма-отец показывает Калиостро как заговорщика и пионера революции во Франции.
- «Чудесная жизнь Иосифа Бальзамо, графа Калиостро», 1919 год — сочинение Михаила Кузмина в трёх книгах[9].
- «Граф Калиостро», 1921 год — повесть Алексея Толстого.
- «Граф Феникс» — роман Николая Энгельгардта (1867—1942), авантюрные похождения графа Калиостро в России, разворачивающиеся при дворе Екатерины II. Ташкент, издательство Шарк, 1994, серия «Шедевры исторической прозы».
- Граф Калиостро часто упоминается в романе «Маятник Фуко» (1988) Умберто Эко.
- «Калиостро — друг бедных», 1988 год — историческая миниатюра Валентина Пикуля.
- В повести братьев Стругацких «Понедельник начинается в субботу» (1964) Джузеппе Бальзамо — один из старых магов, работающих в НИИЧАВО. О персонаже говорится, что «Граф Калиостро — это совсем не то же самое, что великий Бальзамо. Это … не очень удачная его копия»[10].
- «Мюнхгаузен», 1943 год — немецкий фильм, где граф Калиостро появляется в качестве эпизодического персонажа (в роли Калиостро — Фердинанд Мариан).
- «Чёрная магия», 1949 год — фильм США, режиссёры Григорий Ратов, Орсон Уэллс. В роли Калиостро — Орсон Уэллс.
- «Жозеф Бальзамо», 1973 год — мини-сериал Андре Юнебеля (Франция), экранизация романов Александра Дюма-отца «Жозеф Бальзамо» и «Ожерелье королевы». В роли Калиостро — Жан Маре.
- «Граф Калиостро», 1981 год — комическая опера Микаэла Таривердиева.
- «Формула любви», 1984 год — музыкальная кинокомедия-мелодрама Марка Захарова, СССР; в роли Калиостро — Нодар Мгалоблишвили.
- «Графиня де Шарни», 1989 год — французский сериал режиссёра Марион Сарро. В роли Калиостро — Жан-Франсуа Гарро.
- «История с ожерельем», 2001 год — историческая кинодрама Чарльза Шайера, США; в роли Калиостро — Кристофер Уокен.
- «Екатерина» (2019). В роли Калиостро — Сергей Зарубин.
- «Магия Калиостро», 2014 год — альбом российской рок-группы КняZz.
- «Зерцалия», 2018 год — серия книг Евгения Гаглоева, где Калиостро — маг, который открыл путь в параллельный мир.